# Шустиков, Геннадий Борисович
Геннадий Борисович Шустиков (род. 26 сентября 1956 года) — советский и российский тренер и преподаватель по фехтованию. Заслуженный тренер России. Кандидат педагогических наук (1992).

## Биография
Геннадий Борисович Шустиков родился 26 сентября 1956 года. Мастер спорта СССР по фехтованию. В 1978 году окончил Львовский государственный институт физической культуры по специальности «Физическая культура и спорт». С 1979 по 2003 год проходил военную службу на офицерских должностях.
В 1992 году окончил Адъюнктуру Военного института физической культуры, защитил диссертацию на тему «Средства и методы физической подготовки как фактор социализации военнослужащих» и получил степень «кандидат педагогических наук». В 2002 году стал проректором по спортивной работе СПб ГУФК им. П. Ф. Лесгафта. С 2005 года занимает должность заведующего кафедрой теории и методики фехтования. Член учёного совета .
Наиболее высоких результатов среди его воспитанников добился Юрий Молчан, ставший бронзовым призёром Олимпийских игр 2004 года в командной рапире, двукратным чемпионом Европы (2004, 2006), обладателем Кубка мира 2008 года, чемпионом России 2007 года.

## Награды и звания
- Заслуженный тренер России.
- Медаль «В память 300-летия Санкт-Петербурга» (2003).
- Ветеран труда.
- Заслуженный работник физической культуры Российской Федерации (2014)[6].

## Публикации
- Шаламова О. В., Шустиков Г. Б., Фактор Э. А. Оценка эффективности использования антиоксидантных препаратов при подготовке фехтовальщиков высокого класса Архивная копия от 3 марта 2022 на Wayback Machine. — Ученые записки университета имени П. Ф. Лесгафта, 2008.
- Шустиков Г. Б., Молчан Ю. С., Нечаева Е. А. Особенности формирования помехоустойчивости фехтовальщиков высшей квалификации к необъективному судейству Архивная копия от 3 марта 2022 на Wayback Machine. — Ученые записки университета имени П. Ф. Лесгафта, 2009.
- Шустиков Г. Б., Фудимов В. В. Влияние спортивной деятельности на формирование личностных качеств занимающихся. — Ученые записки университета имени П. Ф. Лесгафта, 2012.
- Шустиков Г. Б., Охапкин В. А. Педагогический анализ взаимосвязи показателей результативности и уровня эмоциональной устойчивости фехтовальщиков-шпажистов Архивная копия от 3 марта 2022 на Wayback Machine. — Ученые записки университета имени П. Ф. Лесгафта, 2013.
- Шустиков Г. Б., Деев А. В. Применение уколов повышенной сложности в современном фехтовании на рапирах Архивная копия от 25 марта 2020 на Wayback Machine. — Ученые записки университета имени П. Ф. Лесгафта, 2013.
- Шустиков Г. Б., Федоров В. Г. Систематизация базовых терминологических понятий в современном фехтовании Архивная копия от 25 мая 2015 на Wayback Machine. — Ученые записки университета имени П. Ф. Лесгафта, 2014.
- Медведева Е. Н., Шустиков Г. Б., Деев А. В., Пухов А. М. Особенности внутримышечной деятельности фехтовальщиков — рапиристов при выполнении технических приёмов Архивная копия от 27 марта 2020 на Wayback Machine. — Ученые записки университета имени П. Ф. Лесгафта, 2014.
- Шустиков Г. Б., Бондарев И. В. Исследование психофизиологических показателей у судей по фехтованию. — Ученые записки университета имени П. Ф. Лесгафта, 2016.
- Шустиков Г. Б., Федоров В. Г., Нечаева Е. А. Повышение надежности средств ведения боя к ошибочным действиям судьи в фехтовании на саблях Архивная копия от 10 июля 2020 на Wayback Machine. — Ученые записки университета имени П. Ф. Лесгафта, 2016.
- Шустиков Г. Б., Деев А. В., Медведева Е. Н., Моисеев С. А. Биомеханические показатели результативности техники соревновательной действий фехтовальщиков-рапиристов. — Ученые записки университета имени П. Ф. Лесгафта, 2016.